# Einheitsquadrat

Das Einheitsquadrat in der euklidischen Ebene

Einheitsquadrat ist eine abkürzende mathematische Bezeichnung für ein Quadrat mit Seitenlängen eins. In kartesischen Koordinaten ist meist das Quadrat mit den Eckpunkten (0,0), (1,0), (1,1), (0,1) gemeint. Das ist die Menge aller Punkte {\displaystyle (x,y)}, sodass {\displaystyle x} und {\displaystyle y} beide zwischen null und eins liegen, also das kartesische Produkt {\displaystyle [0,1]\times [0,1]} des abgeschlossenen Intervalls {\displaystyle [0,1]} mit sich selbst.
Das Einheitsquadrat hat den Flächeninhalt 1 und den Umfang 4. Die Länge seiner Diagonalen beträgt {\displaystyle {\sqrt {2}}}.

## Parametrisierung des Randes
Der Rand des Einheitsquadrats lässt sich als parametrisierte Kurve {\displaystyle \gamma :[0,4]\to [0,1]^{2}} darstellen:{\displaystyle \gamma (t)={\frac {1}{2}}{\begin{pmatrix}|t-0|-|t-1|-|t-2|+|t-3|\\|t-1|-|t-2|-|t-3|+|t-4|\end{pmatrix}}={\begin{cases}{\begin{pmatrix}t\\0\end{pmatrix}},&t\in [0;1[\\{\begin{pmatrix}1\\t-1\end{pmatrix}},&t\in [1;2[\\{\begin{pmatrix}3-t\\1\end{pmatrix}},&t\in [2;3[\\{\begin{pmatrix}0\\4-t\end{pmatrix}},&t\in [3;4]\\\end{cases}}}Der Rand wird hier gegen den Uhrzeigersinn durchlaufen. Insbesondere werden die Parameterwerte {\displaystyle \{0,1,2,3,4\}} auf die jeweiligen Ecken abgebildet, wobei die Ecken 0 und 4 identisch sind, also {\displaystyle \gamma (0)=\gamma (4)=(0,0),} {\displaystyle \gamma (1)=(1,0),} {\displaystyle \gamma (2)=(1,1),} {\displaystyle \gamma (3)=(1,0)}.